# ماکرومدیا
ماکرومدیا (به انگلیسی: Macromedia) یک شرکت آمریکایی تولیدکننده نرم‌افزارهای گرافیکی و توسعه وب است. دفتر مرکزی این شرکت سان‌فرانسیسکو بود. از محصولات تولید شده توسط این شرکت می‌توان به فلش و دریم‌ویور اشاره کرد. در ۳ دسامبر ۲۰۰۵ رقیب این شرکت، ادوبی، کنترل محصولات ماکرومدیا را بدست گرفت. در تاریخ ۹/۷/۱۳۹۹ به دلیل تحریم های امریکا این شرکت از ارائه مستقیم خدمات به ایران منع شده.

## خرید
شرکت ماکرومدیا در ۳ دسامبر ۲۰۰۵ با هزینه ۳٫۴ میلیارد دلار توسط ادوبی خریداری شد.